# Тишков Сергій Михайлович
Тишков Сергій Михайлович — ветеран Афганської війни , полковник, льотчик-випробувач вертольотів, військовий льотчик-снайпер, військовий льотчик 1 класу, Лауреат премії Асоціації Вертольотної Індустрії «Кращий за професією» у категорії «Льотчик випробувач року   ».

## Біографія
Народився 29 червня 1952 року в селі Веселе, Алма-Атинської області, Казахська РСР. У 1974 році закінчив Сизранське вище військове авіаційне училище льотчиків і направлений в місто Нерчинськ Забайкальського військового округу для проходження служби у ВПС СРСР . З 1976 року по 1978 рік був командиром льотного загону Забайкальського військового округу. У 1984 році закінчив Військово-повітряну академію імені Ю. А. Гагаріна . З 1987 року по 1988 рік брав участь в Афганській війні, виконував бойові завдання на гелікоптерах типу Мі-8 і Мі-24, обіймав посаду заступника командира 355-го окремого вертолітного полку, який базувався у місті Джелалабад . У 1992 році закінчив школу льотчиків-випробувачів. У період з 1994 по 2005 рік працював заступником начальника Державного авіаційного науково-випробувального центру (ГАНІЦ) - старшим льотчиком-випробувачем у місті Феодосія, освоїв понад 30 типів літальних апаратів, у тому числі літаки Ан-26, Л-39, Ан- 72, Іл-76 та МіГ-29 . З 2012 року працює на АТ « Мотор Січ » заступником директора з льотних випробувань нової техніки та старшим льотчиком-випробувачем.

## Світові авіаційні рекорди
З 2012 року Тишков Сергій Михайлович становив 22 світові рекорди на вертольотах типу Мі-8МСБ та Мі-8МТВ, які зареєстровані Міжнародною Авіаційною Федерацією FAI (FÉDÉRATION AÉRONAUTIQUE INTERNATIONALE). У серпні 2013 року, після завершення державних випробувань гелікоптера Мі-8МСБ на аеродромі Державного Авіаційного Науково-Випробувального Центру Збройних Сил України, розташованому у смт Кіровське (Крим) встановлено 10 рекордів , 8 з яких встановлено вперше. Значним досягненням став набір висоти 9155 метрів   . У травні 2018 року на вертодромі «Мотор», розташованому в Запоріжжі, встановлено 12 рекордів , 8 з яких встановлено вперше.